# 1037 Davidweilla
1037 Davidweilla är en asteroid i huvudbältet som upptäcktes den 29 oktober 1924 av den fransk-ryske astronomen Beniamin Zjechovskij. Dess preliminära beteckning var 1924 TF. Asteroiden namngavs senare efter David Weill vid Sorbonne-universitetet i Paris.
Den tillhör asteroidgruppen Flora.
Davidweillas senaste periheliepassage skedde den 30 oktober 2022.